# René Merino Monroy
René Francis Merino Monroy, né le 30 décembre 1963 à Santa Tecla, est un homme politique et un officier militaire salvadorien.
Il occupe actuellement le poste de ministre de la Défense nationale. Il a été nommé à ce poste par le président Nayib Bukele en juin 2019, devenant ainsi le premier officier de la marine salvadorienne à exercer les fonctions de ministre de la Défense.